# هوراس ديكسون
هوراس ديكسون (بالإنجليزية: Horace Dixon)‏ هو لاعب دوري الرغبي نيوزيلندي، ولد في 1 فبراير 1899 في نيوزيلندا، وتوفي في 7 مارس 1978.